# Préaux (Mayenne)
Préaux település Franciaországban, Mayenne megyében. Lakosainak száma 161 fő (2022. január 1.). Préaux Beaumont-Pied-de-Bœuf, Le Buret, Chémeré-le-Roi, La Cropte és Val-du-Maine községekkel határos.

## Népesség
A település népességének változása:
| Lakosok száma | 189  | 135  | 130  | 170  | 167  | 167  | 166  | 163  | 163  | 161  |
|               | 1968 | 1982 | 1990 | 2006 | 2013 | 2015 | 2017 | 2019 | 2020 | 2022 |